# 루사스 3세
루사스 3세(생몰년 미상, 기원전 629년 ~ 기원전 615년)는 우라르투의 13대 왕이다. 에르미나의 아들로 알려져 있으며 루사스 2세의 동생이었던 것으로 추정된다. 그의 이름은 아르마비르에 있는 거대한 곡창 지대와 토프라칼레에서 발견된 할디 사원의 청동 방패에서 발견되었다.
| 전대 에르메나 | 제13대 우라르투 국왕 기원전 629년-기원전 615년 | 후대 사르두리 4세 |